# دیسپلازی آکرومزوملیک
دیسپلازی آکرومزوملیک (انگلیسی: Acromesomelic dysplasia) نوعی اختلال اسکلتی نادر است که منجر به ساخت و تکامل استخوان‌ها و غضروف ناهنجار و غیرطبیعی می‌گردد. در اثر این بیماری، دست‌ها، بازو، پاها و همهٔ انگشتان دست و پا کوتاه‌تر از حد طبیعی هستند. ۵ جهش ژنی در ارتباط با این بیماری کشف شده‌است.
هدف از مداخلات درمانی در این سندرم، مراقبت‌های تسکینی و درمان‌های علامتی همچون رفعِ گوژپشتی و کاوپشتی است.